# Монцево
Монцево — деревня в Касимовском районе Рязанской области России. Входит в состав Новодеревенского сельского поселения.

## География
Деревня находится в северо-восточной части Рязанской области, в зоне хвойно-широколиственных лесов, в пределах Мещёрской низменности, на левом берегу реки Оки, при автодороге 61Н-179, на расстоянии примерно 22 километров (по прямой) к юго-востоку от города Касимова, административного центра района. Абсолютная высота — 87 метров над уровнем моря.

### Климат
Климат характеризуется как умеренно континентальный, с тёплым летом и умеренно холодной снежной зимой. Среднегодовая температура воздуха — 3,8 °C. Средняя температура воздуха самого холодного месяца (января) — −11,5 °C (абсолютный минимум — −40 °C); самого тёплого месяца (июля) — 18,8 °C (абсолютный максимум — 38 °C). Безморозный период длится около 135—155 дней. Среднегодовое количество осадков — 616 мм, из которых большая часть (около 397 мм) выпадает в период с апреля по октябрь. Снежный покров держится в течение 120—147 дней.

### Часовой пояс
Деревня Монцево, как и вся Рязанская область, находится в часовой зоне МСК (московское время). Смещение применяемого времени относительно UTC составляет +3:00.

## История

### Помещичье владение
Как установил С. А. Пичугин, Монцево основано не позднее середины 17 в., поскольку в сохранившейся переписи 1710 г., где Монцево упоминается, имеется отсылка к более ранней (не сохранившейся) переписи 1678 г.:
"В деревни Монцовой (л.245) за мурзою Беком Мустиевым сыном Москоютовым крестьянские дворы ... всего за вышеписанным помещиком написано было 7 дворов ис того числа бежал из одного двора обмерли из 2 дворов а ныне налицо жилых 4 двора крестьянских ... (л.245об.) ... В той же деревни за мурзою Валищем Адевлевым сыном князь Москоютовым крестьянския дворы ... (л.246) ... всего за вышеписанным помещиком написано было 7 дворов ис того числа 1 двор запустел салдатскою дачею да из 1 двора бежал да з 2 дворов обмерли а ныне налицо жилых 3 двора крестьянских ... В той же деревни Монцовой за касимовским подьячим за Михайлом (л.246об.) Савельевым сыном Скорняковым двор крестьянской ... всего написано было 2 двора ис того числа из одного двора обмер а ныне за вышеписанным подьячим 1 двор крестьянской ... В той же деревни Монцовой за мурзою Ильею Мурзобековым сыном Стокосимовым крестьянския дворы ... (л.247) ... всего за вышеписанным помещиком написано было крестьянских 3 двора ис того числа из одного двора бежал а ныне жилых 2 двора ... В той же деревни Монцовой за мурзою Уразом Мурзобековым сыном Стокосимовым двор крестьянской ... а по переписным книгам 186-го году написано было Посольского приказу за перевотчиком за Андреем Резеповым да за племянником ево Григорьем Мурзобековым в деревни Монцовой (л.247 об.) 22 двора ис того числа по розделу досталось Мурзабеку князь Максютову 7 дворов да 7 дворов за мурзлю Валищом князь Максютовым да 2 двора косимовскому подьячему Михаилу Скорнякову за мурзою Ильею Стокосимовым 3 двора за мурзою Уразом Стокосимовым триж двора из ево Уразовой доли из одного двора бежал а ныне налицо за ним мурзою Уразом Стокосимовым двор нищенской да двор крестьянской ... В той же деревни Монцовой за мурзою Женкием Коплановым сыном унязь Моксютовым крестьянския дворы ... а по переписным книгам 186-го году написано было (л.248) за Кыпсаном Араслановым сыном Адаровым 2 двора крестьянских ис того числа из одного двора обмер а ныне за Жекаем князь Моксоютовым 1 двор крестьянской ... А что в переписных книгах 186-го году написано было в деревни Бесни за боярином и дворецким и оруженичем Богданом Матфеевичем Хитровым 2 двора и те дворы запустели в давных годех Всего в деревни Монцовой за розными помещики 12 дворов крестьянских да двор нищенской всего 13 дворов на тех же дворнх другая жилая изба одна ... (л.248об.) ..

### Административное деление
В 19 в. входило в состав Ермолаевской волости Елатомского уезда Тамбовской губернии.

## Население
| 2010 |
| ---- |
| 35   |

### Национальный состав
Согласно результатам переписи 2002 года, в национальной структуре населения русские составляли 100 % из 66 чел.